# صحرای تاتارها (فیلم)
صحرای تاتارها (ایتالیایی: Il deserto dei Tartari) فیلمی است به کارگردانی والریو زورلینی. این فیلم اقتباسی است از رمانی به همین نام نوشته نویسندهٔ سرشناس ایتالیایی دینو بوتزاتی.
بسیاری از صحنه‌های این فیلم در ارگ بم فیلمبرداری شده بود.
بهمن فرمان آرا، یکی از تهیه‌کنندگان این فیلم بود.
از بازیگران ایرانی این فیلم می‌توان به محمدعلی کشاورز و کامران نوزاد اشاره نمود.
نسخهٔ مرمت شدهٔ این فیلم در شصت و ششمین دورهٔ جشنوارهٔ کن در سال ۲۰۱۳ به نمایش درآمد.

## خلاصهٔ داستان
صحرای تاتارها، ماجرای سربازانی است که وظیفه دارند از پادگان خود در مقابل اقوام تاتار مهاجم مراقبت کنند…